# Касмир, Густав
Густав Касмир (нем. Gustav Casmir; 5 ноября 1872, Николайкен, — 2 ноября 1910, Шёнайхе-Фихтенау) — немецкий фехтовальщик.

## Биография
В 1904 году Касмир участвовал в Олимпийских играх в Сент-Луисе, где занял четвёртое место в индивидуальных соревнованиях по фехтованию на шпагах и на рапирах. Два года спустя он был в составе сборной Германии на Внеочередных Олимпийских играх в Афинах. Здесь он стал самым успешным немецким участником с двумя золотыми и двумя серебряными медалями. Он победил в соревнованиях по сабле на три удара, а также в составе сборной Германии по сабле. В финале соревнований по сабле на один удар он проиграл греческому олимпийскому чемпиону 1896 года Иоаннису Георгиадису; в финале на рапирах он проиграл французу Жоржу Дийон-Кавано.
С 1908 года тренировал в Дрездене своего племянника Эрвина Каcмира. В 1910 году Густав Каcмир умер от болезни головного мозга.